# Schweigt stille, plaudert nicht

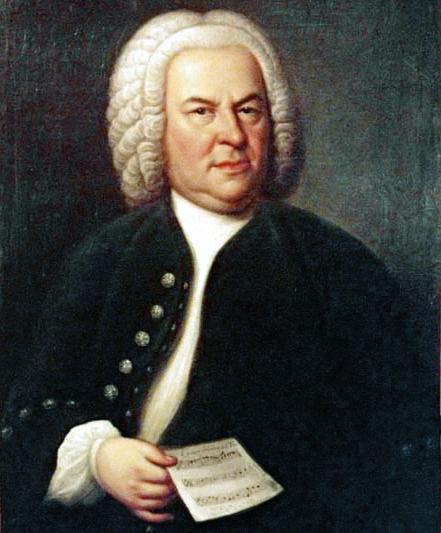
Johann Sebastian Bach

Schweigt stille, plaudert nicht (BWV 211), beter bekend onder de naam Koffiecantate, is een wereldlijke cantate geschreven door Johann Sebastian Bach. De cantate is geschreven tussen 1732 en 1734. Van alle werken van Bach komt de koffiecantate het dichtst bij een opera. Het libretto is geschreven door Christian Friedrich Henrici.

## Context
Alhoewel koffie al wel bekend was in Europa, werd de drank pas aan het eind van de 17e eeuw grootschalig in Europa ingevoerd na een overwinning op de Turken. De drank maakte snel een opmars door Europa. Ondanks de populariteit werd koffie in de tijd van Bach door velen beschouwd als gevaarlijk, vooral voor de jeugd. Desondanks ontstonden in veel steden zogenaamde koffiehuizen, ook in Leipzig, waar Bach woonde. In deze koffiehuizen werd vaak druk gemusiceerd. De gespeelde muziek kreeg zelfs een eigen naam: koffiehuismuziek. Bach was ongeveer 20 jaar lang een trouw bezoeker van koffiehuis Zimmerman in de Katharinenstraat in Leipzig. Ook het Collegium Musicum, dat Bach had overgenomen van zijn vriend en collega Georg Philipp Telemann, oefende regelmatig in dit koffiehuis of trad er op. Ook de première van de Koffiecantate vond in dit koffiehuis plaats.

## Verhaal
De cantate gaat over een man, Herr Schlendrian (Mijnheer Luiwammes), die zich erover beklaagt dat zijn dochter Lieschen verslaafd is aan koffie. Wat Herr Schlendrian ook probeert, het lukt hem niet om zijn dochter van de koffie af te krijgen. Pas wanneer dochter een echtgenoot wordt beloofd in ruil voor de belofte geen koffie meer te drinken, stemt de dochter hiermee in. Maar in het huwelijkscontract laat ze een clausule opnemen die haar toestaat net zoveel koffie te drinken als zij wil.